# Басс, Хайетт
Ха́йетт Энн Басс (англ. Hyatt Anne Bass; род. 1969, Манхэттен, Нью-Йорк) — американская писательница, сценарист, кинорежиссёр и филантроп.

## Биография
Хайетт Энн Басс родилась в 1969 году на Манхэттене (Нью-Йорк, штат Нью-Йорк, США) в семье миллиардеров-инвесторов и филантропов Сида Басса (род. 1942) и Энн Хендрикс Басс (род. 1941), которые были женаты в 1965—1988 годы. У Хайетт есть младшая сестра — фотограф Саманта Симс Басс (род. 1972). В 1980 году Энди Уорхол сделал две фотографии юной Хайетт, а в 2008 году фотографии были подарены Музею искусств Принстонского университета и Пенсильванской академии изящных искусств. Басс окончила Принстонский университет, получив степень бакалавра искусства.

## Карьера
В 2000 году она написала сценарий и сняла фильм «75 градусов в июле».
Она опубликовала роман «The Embers» в 2009 году. На написание книги у неё ушло семь лет. Роман о Лоре и Джоэле Ашерах, двух манхэттенцах, которые развелись после смерти их сына Томаса. 15 лет спустя они воссоединяются ради свадьбы их дочери Эмили. «The Book Reporter» описал Басс, как «одарённую писательницу, чья повествовательная проницательность и вызывающая воспоминания проза, говорят о её реальном потенциале романиста».
Она внесла благотворительные взносы в Национальный фонд книги, Проект лидерства Сэйди Нэш и Проект Маршалла. Она также финансировала документальный фильм «Женщины, война и мир» на PBS. В 2010 году она была сопредседателем 23-го ежегодного «Шага вперёд и шага вверх», организованного Фондом нью-йоркских женщин.

## Личная жизнь
Хайетт замужем за сценаристом Джошем Клознером. У супругов есть два сына — Джаспер Клознер (род. 2004/5) и Хейден Клознер (род. в апреле 2007). Семейство проживает на Манхэттене.